# 大安老窖
大安老窖又称大安老窖酒、大安窖酒，是中华人民共和国吉林省白城市大安市出产的一种白酒，当地酿酒历史悠久，大安老窖源于1958年当地成立的大安市酿酒总厂，酒廠後被大发实业有限责任公司在1998年收购。2006年酒厂扩建时出土了辽代蒸馏酒酿制器具，之后又出土了酿酒所有的四百一十余块灶台石，酒厂遂依古籍记载恢复了辽代蒸馏酒酿造工艺，并用于实践生产。大安老窖乃以嫩江流域所产的红高粱、糜子、芡实、小麦、荞麦、水稻、小米为原料，经木甑蒸煮、入百年木板窖池中多次发酵、木酒海贮存、斫冰烧酒等酿成的浓香型白酒。